# Nicolas Dougall
Pour les articles homonymes, voir Dougall.
Nicolas "Nick" Dougall, né le 21 novembre 1992 dans le comté d'Hertfordshire en Angleterre, est un coureur cycliste sud-africain.

## Biographie
En 2011, il remporte le contre-la-montre par équipes de la 1re étape du Tour de Tasmanie. 
Il est membre de MTN-Qhubeka WCC en 2013. 
Entré en 2014 dans l'équipe Lightsbylinea, il termine 2e du championnat d'Afrique du Sud du contre-la-montre espoirs et 3e du championnat d'Afrique du Sud sur route espoirs. Il entre dans l'équipe continentale professionnelle sud-africaine MTN-Qhubeka le 1er juillet 2014.
Fin 2015, il prolonge le contrat qui le lie à son employeur.

## Palmarès
- 2011[1]
  - 1re étape du Tour de Tasmanie (contre-la-montre par équipes)
- 2014
  - 2e du championnat d'Afrique du Sud du contre-la-montre espoirs
  - 3e du championnat d'Afrique du Sud sur route espoirs

## Résultats sur les grands tours

### Tour d'Espagne
2 participations
- 2016 : 154e
- 2017 : abandon (6e étape)

## Classements mondiaux
| Année           | 2012 | 2013 | 2014 | 2015 | 2016 | 2017 |
| --------------- | ---- | ---- | ---- | ---- | ---- | ---- |
| UCI World Tour  |      |      |      |      |      | 392e |
| UCI Europe Tour | 808e |      |      |      |      |      |
| UCI Asia Tour   | 323e |      |      |      | 225e | 513e |
| UCI Africa Tour |      |      |      |      | 154e | 175e |